# Кеннет Генрі
Кеннет "Кен" Чарльз Генрі (англ. Kenneth "Ken" Charles Henry; 7 січня 1929, Чикаго — 1 березня 2009, Чикаго) — американський ковзаняр, олімпійський чемпіон.

## Спортивна кар'єра
Кеннет Генрі брав участь в змаганнях на трьох Зимових Олімпійських іграх.
На Олімпіаді 1948 був заявлений для участі в забігах на 500, 1500 та 5000 м, залишився без медалей.
На чемпіонатах світу в класичному багатоборстві в 1949 і 1950 роках займав загальне четверте місце.
На Олімпіаді 1952 знову був заявлений для участі в забігах на 500, 1500 та 5000 м.
На Зимових Олімпійських іграх 1952 були відсутні найсильніші в світі спринтери з Радянського Союзу Юрій Сергєєв і Євген Грішин. За їх відсутності на дистанції 500 м боротьба за медалі точилася між американськими і норвезькими ковзанярами. Показавши час 43,2 сек, що лише 0,1 сек поступався офіційному світовому рекорду, Генрі завоював золоту медаль і став першим американським олімпійським чемпіоном з ковзанярського спорту. В забігах на двох інших дистанціях Генрі нагород не завоював.
На Олімпіаді 1956 Генрі був заявлений лише на дистанції 500 м і зайняв місце далеко за межею призерів.
На церемонії відкриття Олімпійських ігор 1960 в Скво-Веллі Кеннету Генрі було довірено запалювання останнього олімпійського факела.